# José Azevedo
José Azevedo (Vila do Conde, 19 de septiembre de 1973) es un exciclista portugués que fue profesional entre 1994 y 2008.

## Trayectoria
Comenzó profesional en 1994 en Boavista y se retiró en el equipo Benfica en 2008. En 2010 actuó como director deportivo del equipo Team RadioShack. Posteriormente ejerció esas mismas labores en el Team Katusha o el Team Delko, y desde 2022 es el mánager general del equipo Efapel Cycling, equipo que se creó ese mismo año.

## Palmarés
| 1996 - Gran Premio Internacional Costa Azul - Campeonato de Portugal Contrarreloj 1997 - Campeonato de Portugal Contrarreloj - 1 etapa de la Vuelta a Portugal 1998 - 1 etapa de la Vuelta a Portugal - Trofeo Joaquim Agostinho, más 2 etapas 1999 - 3.º en el Campeonato de Portugal Contrarreloj - 1 etapa del Trofeo Joaquim Agostinho | 2000 - 1 etapa de la Vuelta al Algarve - Vuelta al Distrito de Santarém - 1 etapa de la Vuelta a Asturias - 1 etapa del GP Sport Noticias 2001 - 1 etapa de la Vuelta al Algarve - Campeonato de Portugal Contrarreloj 2003 - 1 etapa de la Vuelta a Alemania 2007 - 2.º en el Campeonato de Portugal Contrarreloj |

## Resultados en Grandes Vueltas y Campeonatos del Mundo
| Carrera              | Carrera              | 1994 | 1995 | 1996 | 1997 | 1998 | 1999 | 2000 | 2001 | 2002 | 2003 | 2004 | 2005 | 2006 | 2007 | 2008 |
| -------------------- | -------------------- | ---- | ---- | ---- | ---- | ---- | ---- | ---- | ---- | ---- | ---- | ---- | ---- | ---- | ---- | ---- |
|                      | Giro de Italia       | —    | —    | —    | —    | —    | —    | —    | 5.º  | —    | —    | —    | —    | —    | —    | —    |
|                      | Tour de Francia      | —    | —    | —    | —    | —    | —    | —    | —    | 6.º  | 26.º | 5.º  | 30.º | 18.º | —    | —    |
|                      | Vuelta a España      | —    | —    | Ab.  | Ab.  | —    | —    | —    | —    | 34.º | Ab.  | —    | Ab.  | —    | —    | —    |
| Mundial en Ruta      | Mundial en Ruta      | —    | —    | Ab.  | —    | Ab.  | Ab.  | —    | —    | —    | —    | —    | —    | —    | —    | —    |
| Mundial Contrarreloj | Mundial Contrarreloj | —    | —    | —    | —    | 32.º | 41.º | —    | —    | 31.º | —    | —    | —    | —    | —    | —    |

—: no participa

Ab.: abandono